# フェロニエール
フェロニエール（フランス語: ferronnière）は装身具。細い鎖等を頭部に巻いたもので、額の中央に小さな宝石が吊り下げられている。 

## ギャラリー

ルネサンス期のフェロニエール
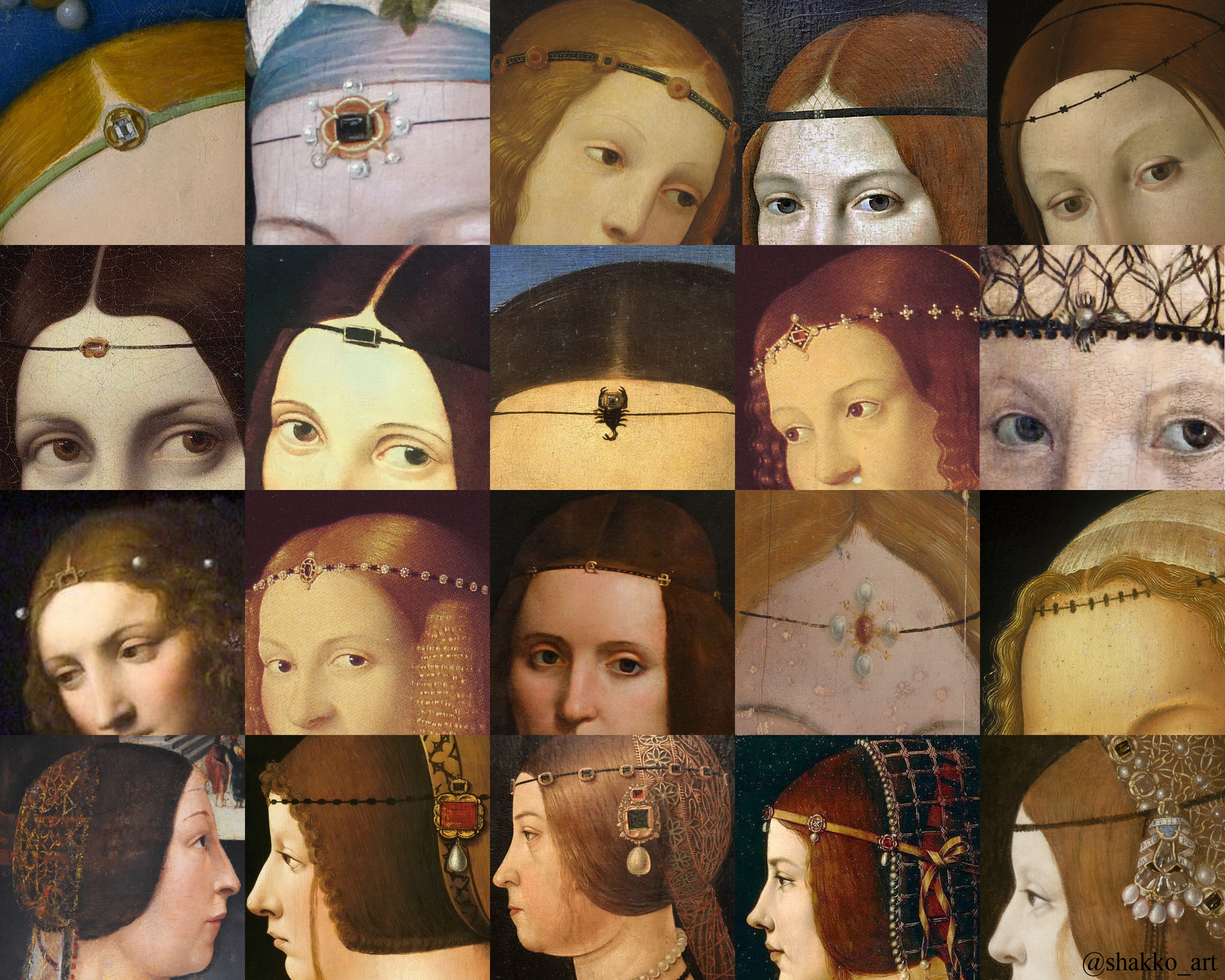
様々なルネサンス絵画におけるフェロニエール（部分）
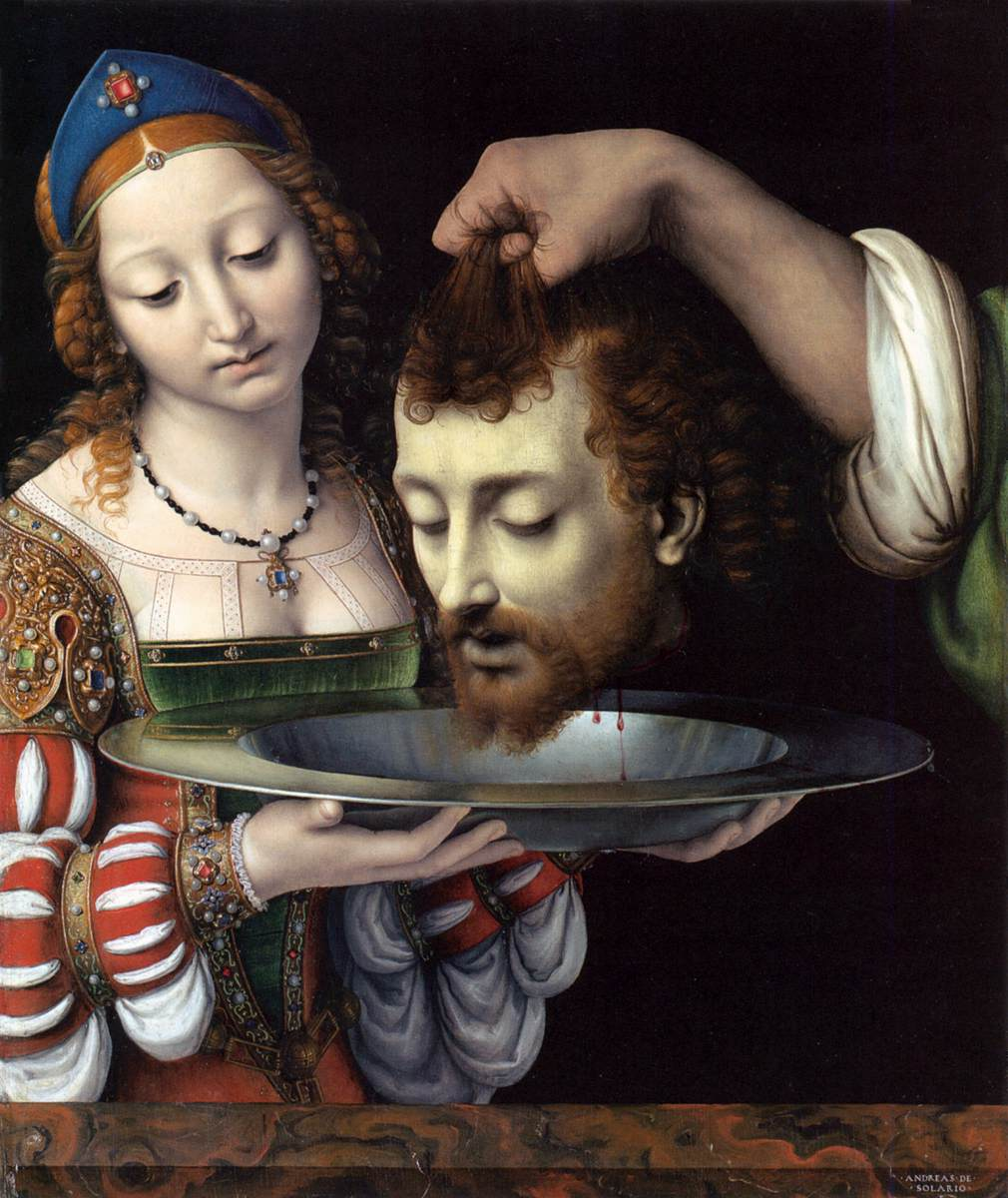
サロメとバプテスマのヨハネの首。アンドレア・ソラーリ（英語版）作
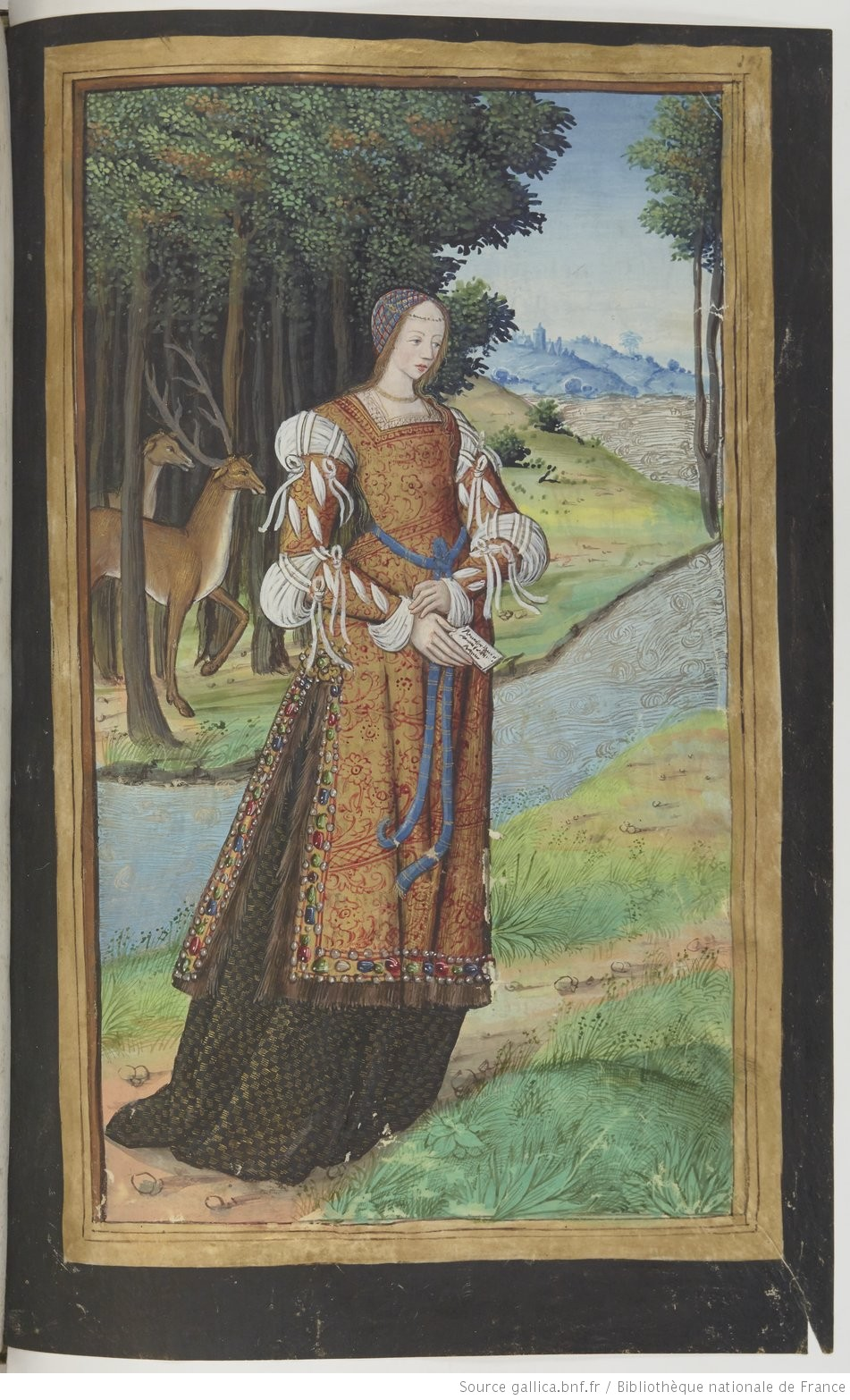
オイノーネー。作者未詳
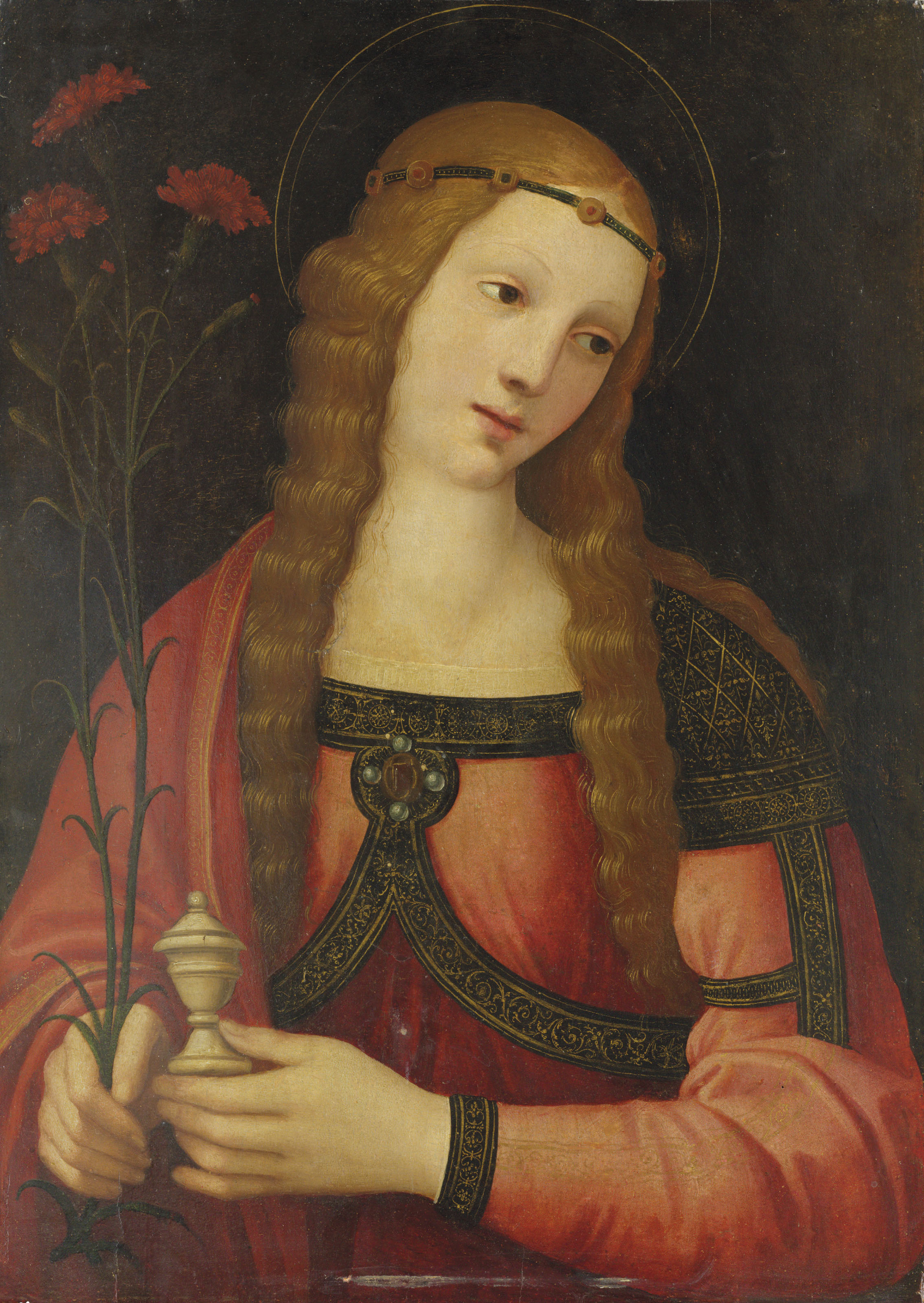
マグダラのマリア。カッリスト・ピアッツァ（イタリア語版）作
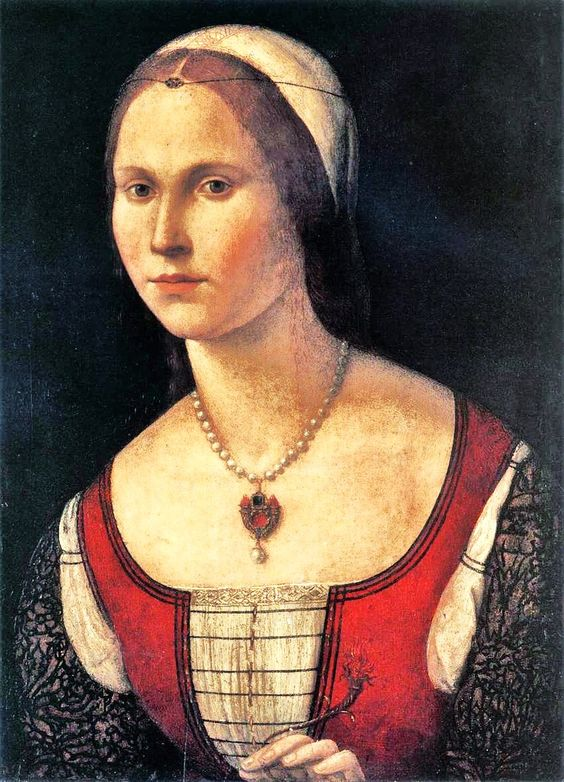
若い女性の肖像。ヴィットーレ・カルパッチョ作
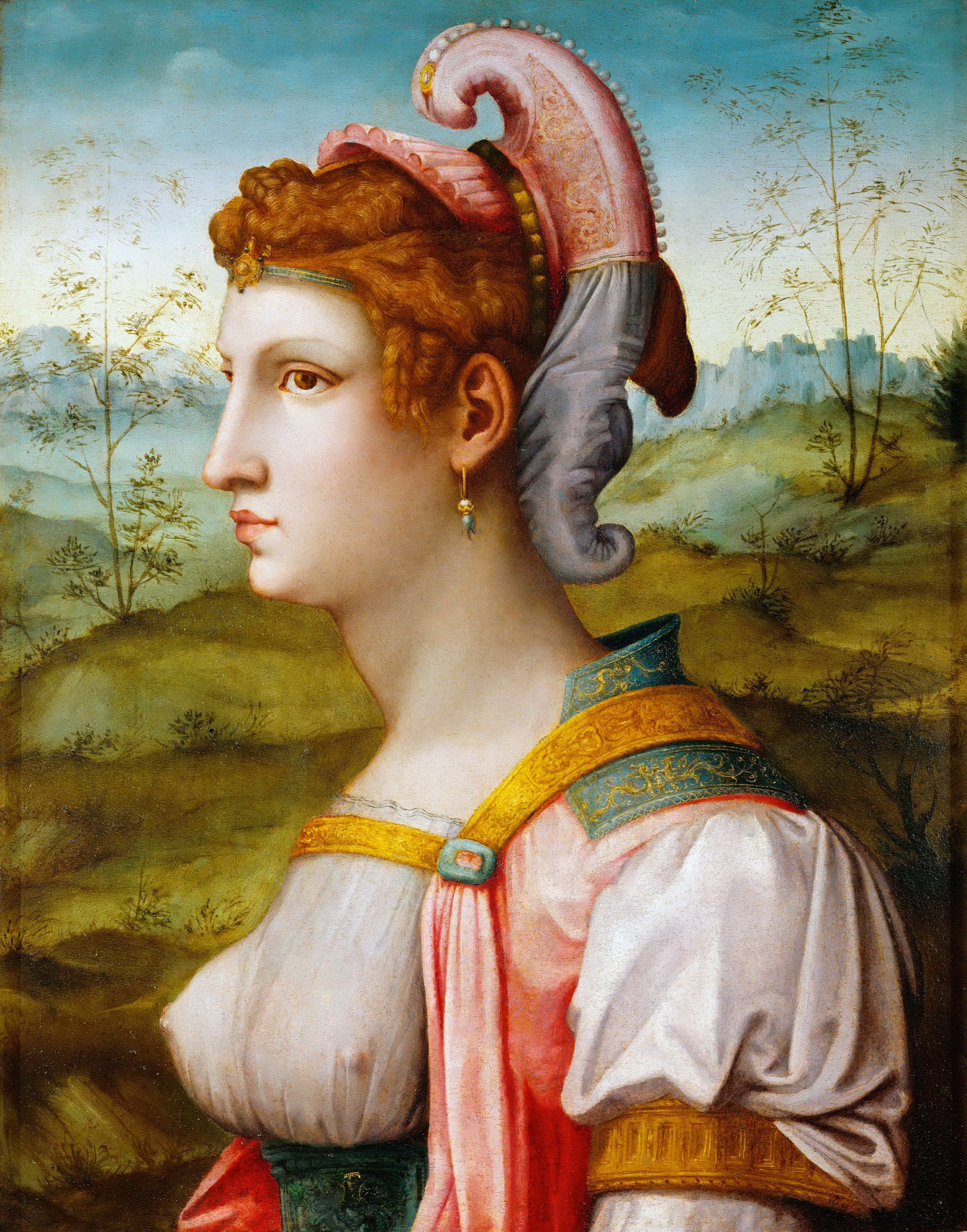
シビュラ。バッキアッカ作

19世紀前後のフェロニエール
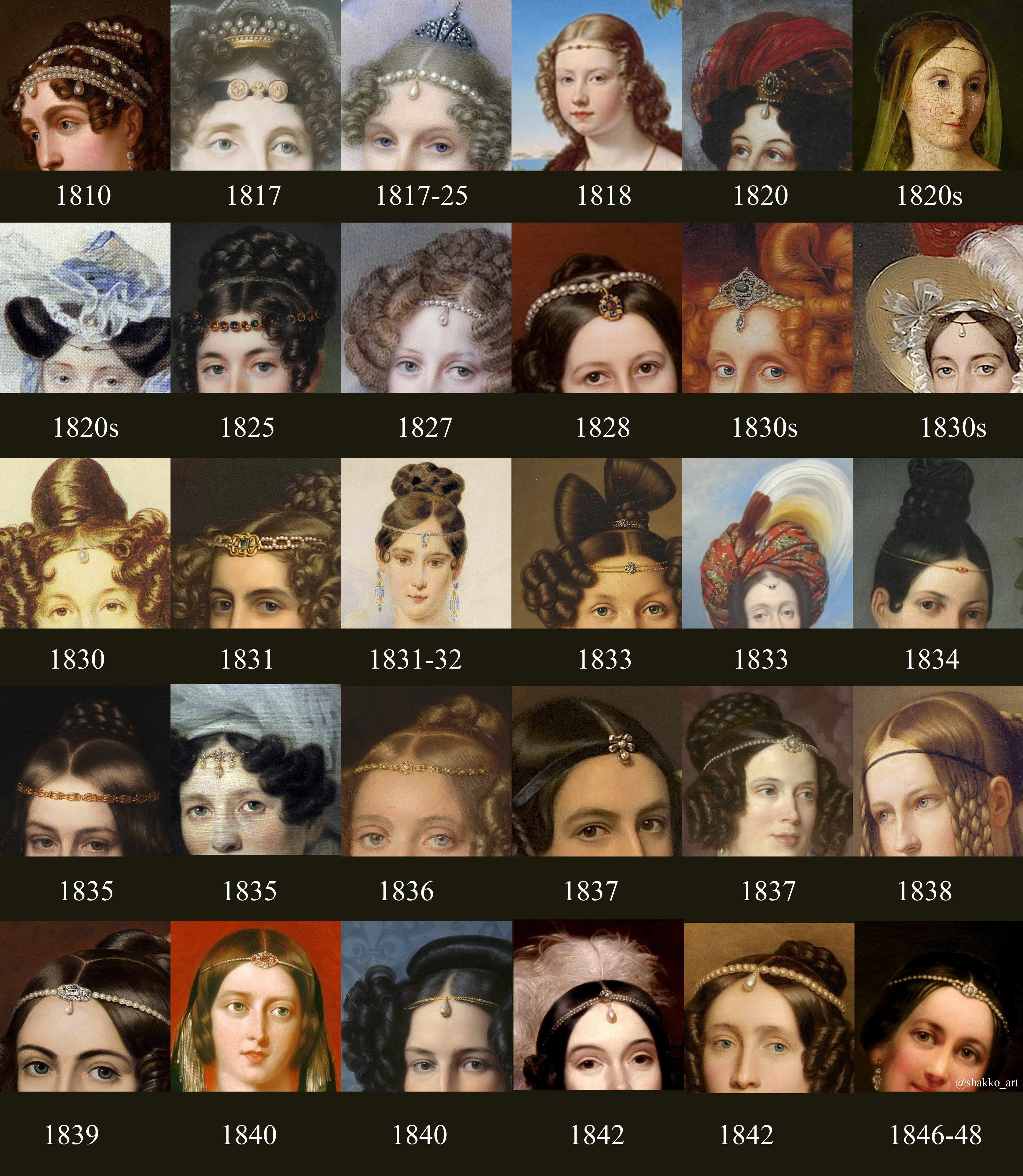
様々な19世紀前後の絵画におけるフェロニエール（部分）
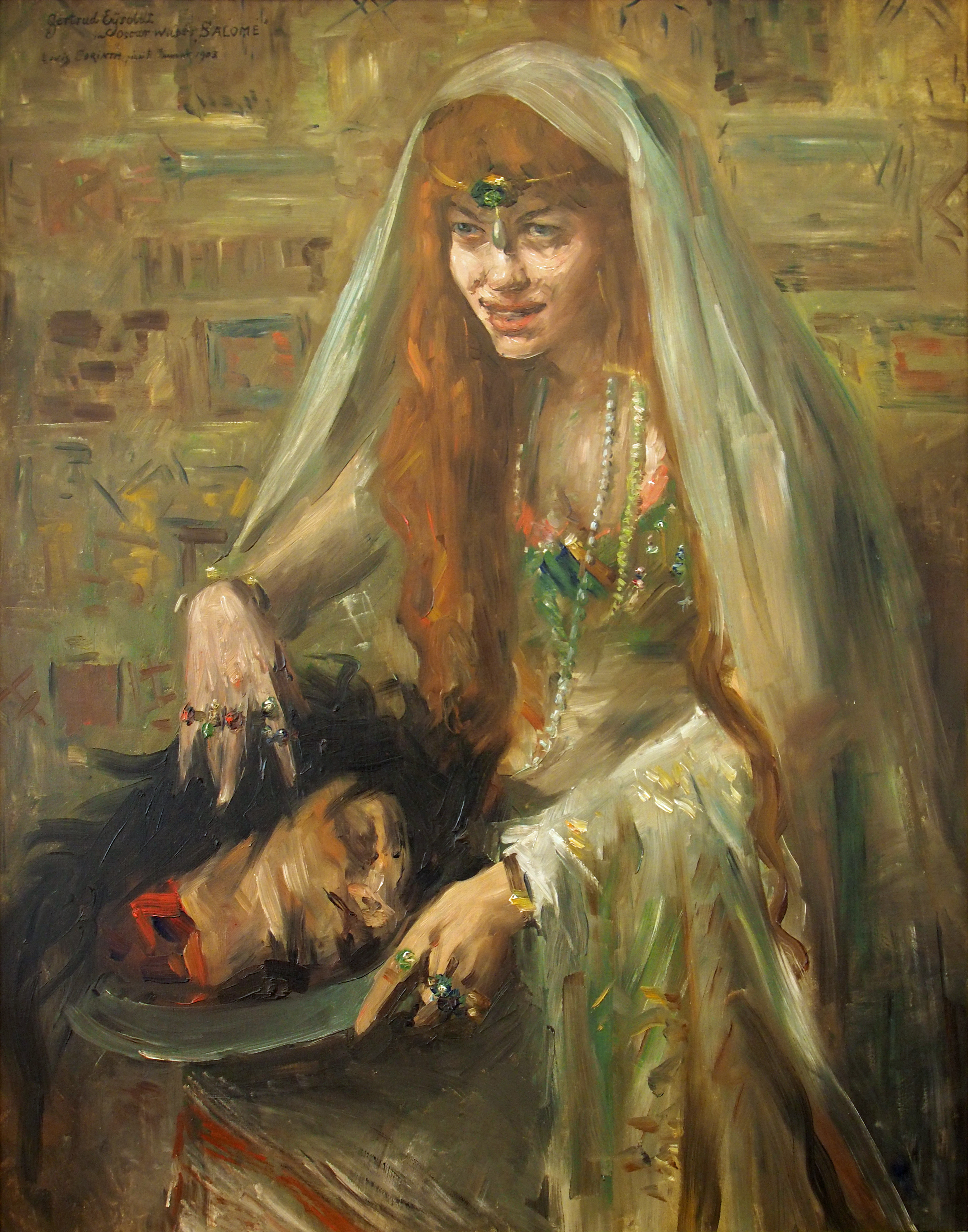
サロメとしてのゲルトルート・アイゾルト[2], ロヴィス・コリント作
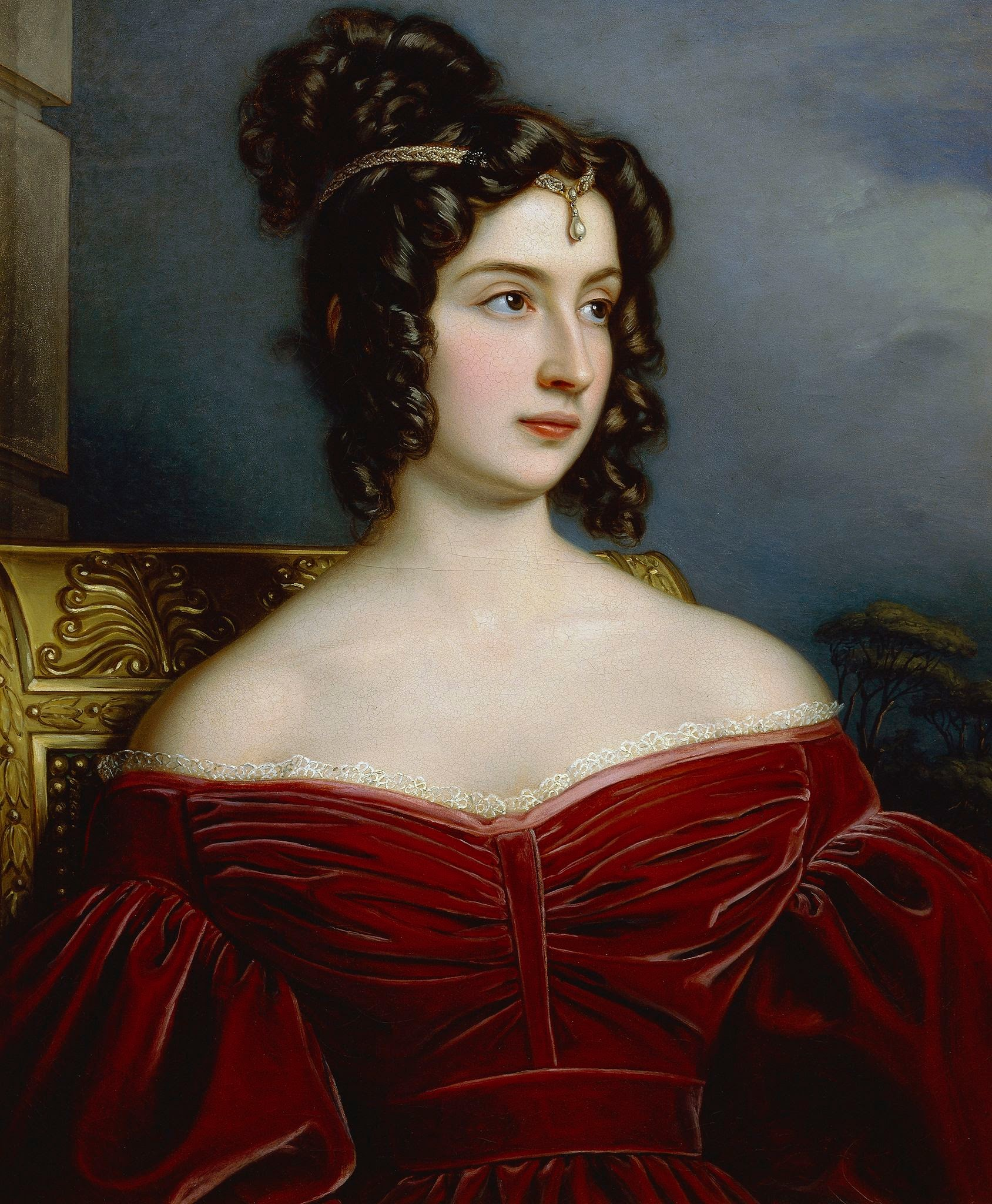
Marianna Marchesa Florenzi。ヨーゼフ・カール・シュティーラー作
アメリア・デ・レウシュテンベルグの肖像。フリードリヒ・デュルク（ドイツ語版）作
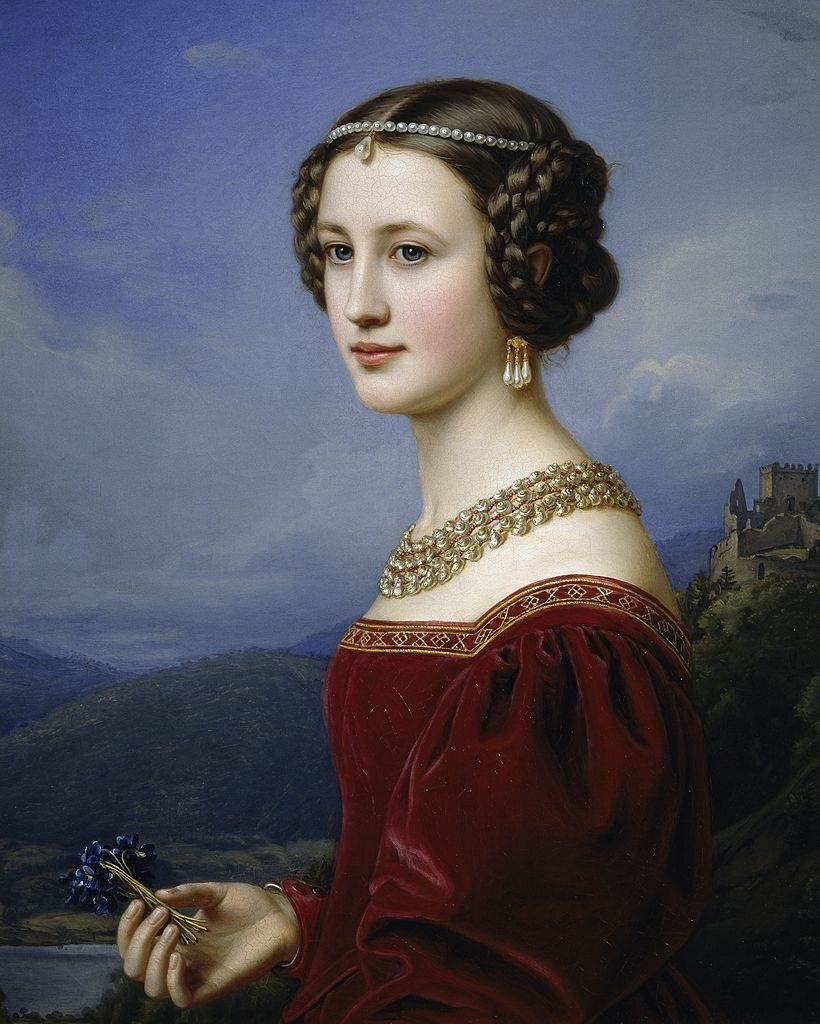
コーネリア・ヴェッテルラインの肖像。ヨーゼフ・カール・シュティーラー作
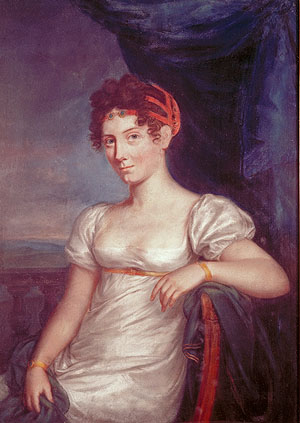
ステファニー・ド・ボアルネ。作者未詳